# Gustav Neumann
Gustav Richard Ludwig Neumann (Gliwice, 15 de dezembro de 1838 — Wehlau, 16 de fevereiro de 1881) foi um enxadrista alemão do século XIX e considerado um dos melhores do mundo na década de 1860, obtendo bons resultados nos principais torneios da época. Seus melhores resultados foram o 1º lugar em Berlim no ano de 1865, 1º em Elberfeld em 1865, 1º em Dundee no ano de 1867 e 4º no torneio internacional de Paris no ano de 1867. Terminou em 4º no torneio de Baden-Baden no ano de 1870 e em 2º no de Altona no ano de 1872. Após este ano se aposentou do xadrez devido a uma doença mental.[carece de fontes?]
Em matches contra outros importantes enxadristas, Neumann perdeu para Paulsen (+3 –5 =3) em Leipzig (1864), e derrotou Celso Golmayo Zúpide (+3 –0 =0), e Simon Winawer (+3 –0 =0) em Paris (1867). Também venceu Samuel Rosenthal (+12 –2 =8) em três ocasiões em Paris; (+5 –0 =6) em 1867, (+3 –1 =1) e (+4 –1 =1) em 1869.

## Principais resultados em torneios
| Data | Local            | Colocação | Observações                                                                                                  |
| ---- | ---------------- | --------- | --- |
| 1867 | Paris 1867       | 4         | Vencido por Ignac Kolisch, com Szymon Winawer em segundo e Wilhelm Steinitz em terceiro.                     |
| 1870 | Baden-Baden 1870 | 3         | Vencido por Adolf Anderssen e com participação de Wilhelm Steinitz, Joseph Henry Blackburne e Louis Paulsen. |